# John Fredriksen
John Fredriksen, född 11 maj 1944, är en cypriotisk, tidigare norsk, skeppsredare. 
John Fredriksen är son till svetsaren vid Norges statsbaner Gunnar Fredriksen (1918–?) och Herdis Johanne Ørbæk (1920–1991) och växte upp i Vålerenga i Oslo. Vid 16-års ålder började han arbeta i skeppsmäklarfirman  Blehr & Tenvig i Oslo, medan han kvällstid studerade på handelsgymnasium. Han arbetade också ett år som skeppsmäklare i New York i USA, innan han fick anställning i mäklarfirman A.O. Andersen i Oslo. Under en period arbetade han på shippingfirman Wallem & Co. i Singapore. Vid mitten av 1970-talet grundade han tillsammans med tre kompanjoner skeppsmäklarfirman Northern Shipping A/S med uppdrag för oljeproducenter i Libanon. Under 1980-talet tjänade han stora belopp på riskfylld frakt av olja från Persiska Golfen under kriget mellan Iran och Irak. 
John Fredriksen är storägare i flera börsnoterade företag. Han etablerade sig som tankerredare. Efter motgångar byggde han från 1996 upp företaget inom shipping igen genom det 1996 köpta ursprungligen svenska, senare Bermudaregistrerade, tankrederiet Frontline. Från år 2000 utvidgade han affärsverksamheten till andra branscher som fiskodling, oljeborrning och offshoreservice. Han styr sin investeringsverksamhet genom ett antal holdingföretag, bland annat Hemen Holding, som är registrerat på Cypern.
Han blev 2000 majoritetsägare i fotbollsklubben Vålerenga Fotball. Fredriksen frånsade sig 2006 norskt medborgarskap till förmån för ett cypriotiskt och är bosatt i London.
Han gifte sig 1977 med tandläkaren Inger Astrup (1950–2006). Tvillingdöttrarna Kathrine och Cecilie (födda 1983) är engagerade inom familjens affärsrörelse.